# Furacão Milton
Furacão Milton foi um forte furacão do Atlântico que se tornou o segundo ciclone tropical mais intenso já registrado sobre o Golfo do México, atrás do furacão Rita em 2005. Milton atingiu o estado da Flórida, nos Estados Unidos, menos de duas semanas após o furacão Helene ter devastado a região de Big Bend. A décima terceira tempestade nomeada, nono furacão, quarto furacão maior e segundo furacão de categoria 5 da temporada de furacões no Atlântico de 2024, Milton foi o ciclone tropical mais intenso do mundo em 2024.
Milton se formou a partir de uma longa perturbação tropical que se originou no oeste do Mar do Caribe e se consolidou na Baía de Campeche em 5 de outubro. A tempestade então sofreu uma intensificação explosiva e se tornou um furacão de categoria 5 em 7 de outubro, com ventos de 285 km/h. No pico de intensidade, tinha uma pressão de 897 mb, tornando-se o quinto furacão mais intenso já registrado no Atlântico. O Milton enfraqueceu de volta à força da categoria 4 após passar por um ciclo de reposição da parede do olho antes de recuperar a força e se tornar um furacão categoria 5 novamente.
O aumento do cisalhamento do vento fez com que o furacão enfraquecesse à medida que virava para nordeste em direção à Flórida, eventualmente caindo para a categoria 3 intensidade antes de atingir a costa perto de Siesta Key durante a noite de 9 de outubro de 2024.
Antes do furacão, a Flórida declarou estado de emergência, no qual muitos moradores da costa foram obrigados a evacuar. Preparativos também foram realizados na Península de Iucatã, no México. O furacão causou um surto de tornados na Flórida, além de inundações generalizadas. Até 10 de outubro de 2024, o furacão Milton matou pelo menos 12 pessoas – 11 nos Estados Unidos e um no México.

## História meteorológica
O Centro Nacional de Furacões (NHC, sigla em inglês) delineou pela primeira vez uma área para possível desenvolvimento no oeste do Mar do Caribe em 26 de setembro. Uma ampla área de baixa pressão formou-se no oeste do Caribe, produzindo chuvas e tempestades desorganizadas antes de degenerar em uma depressão aberta dois dias depois. A perturbação então interagiu com os remanescentes da Depressão Tropical Onze-E no Oceano Pacífico Oriental e uma frente estacionária, e consolidou-se na Baía de Campeche. Em 4 de outubro, apresentando mais sinais de desenvolvimento, foi designado "Invest 92L". No dia seguinte, à medida que as chuvas e as tempestades associadas se organizavam ainda mais, o NHC atualizou-a para a "Depressão Tropical Catorze", e depois para a "Tempestade Tropical Milton" menos de três horas depois, uma vez que os dados do vento por satélite indicaram que a tempestade estava a produzir ventos com força de vendaval. O sistema se fortaleceu gradualmente à medida que se movia erraticamente na Baía de Campeche devido às fracas correntes de direção. Um vale de nível médio em desenvolvimento sobre o centro dos Estados Unidos acabou ajudando a direcionar Milton para o leste através do Golfo do México. O raio de ventos máximos (RMW) do Milton era de apenas 56 quilômetros, marcando-a como uma tempestade relativamente pequena. Faixas espirais e explosões consistentes de convecção continuaram durante a madrugada de 6 de outubro.
| Furacões mais intensos no Atlântico | Furacões mais intensos no Atlântico | Furacões mais intensos no Atlântico | Furacões mais intensos no Atlântico | Furacões mais intensos no Atlântico | Furacões mais intensos no Atlântico |
| Posição                             | Furacão                             | Temporada                           | pressão                             | pressão                             |                                     |
| Posição                             | Furacão                             | Temporada                           | hPa                                 | inHg                                |                                     |
| ----------------------------------- | ----------------------------------- | ----------------------------------- | ----------------------------------- | ----------------------------------- | ----------------------------------- |
| 1                                   | Wilma                               | 2005                                | 882                                 | 26.05                               |                                     |
| 2                                   | Gilbert                             | 1988                                | 888                                 | 26.23                               |                                     |
| 3                                   | "Dia do Trabalho"                   | 1935                                | 892                                 | 26.34                               |                                     |
| 4                                   | Rita                                | 2005                                | 895                                 | 26.43                               |                                     |
| 5                                   | Milton                              | 2024                                | 897                                 | 26.49                               |                                     |
| 6                                   | Allen                               | 1980                                | 899                                 | 26.55                               |                                     |
| 7                                   | Camille                             | 1969                                | 900                                 | 26.58                               |                                     |
| 8                                   | Katrina                             | 2005                                | 902                                 | 26.64                               |                                     |
| 9                                   | Mitch                               | 1998                                | 905                                 | 26.73                               |                                     |
| 9                                   | Dean                                | 2007                                | 905                                 | 26.73                               |                                     |
| Fonte: HURDAT                       |                                     |                                     |                                     |                                     |                                     |

Na tarde de 6 de outubro, os caçadores de furacões descobriram que Milton havia se intensificado e se tornado um furacão, com uma característica ocular intermitente. Durante a noite, Milton começou a sofrer uma intensificação explosiva, possibilitada por condições ambientais altamente favoráveis, consistindo em temperaturas da superfície do mar (TSM) muito altas perto de 31 ºC, valores elevados de humidade relativa média e baixo cisalhamento do vento. Ao fazê-lo, um olho medindo 7 quilômetros logo se desenvolveu dentro de uma convecção muito profunda de cerca de -80 ºC, tornando-se um grande furacão e logo depois um furacão de categoria 5 às 11h00 UTC e 16h00 UTC respectivamente em 7 de outubro, tornando-se o segundo furacão de categoria 5 da temporada de furacões no Atlântico de 2024. O Milton atingiu seu pico de intensidade às 00h00 UTC em 8 de outubro com ventos máximos sustentados de 285 quilômetros por hora e uma pressão central mínima de 897 millibars (26 inHg), o mais intenso desde o Wilma em 2005, tornando Milton o quinto furacão mais intenso já registrado no Atlântico. No período de 24 horas a partir das 00h00 UTC de 7 de outubro às 00h00 UTC de 8 de outubro, a pressão caiu de 981 millibars (29 inHg) para 897 millibars (26 inHg), uma queda de 84 millibars (2,5 inHg), enquanto os ventos passaram para 140 quilômetros por hora. Este foi também o terceiro período mais rápido de intensificação rápida no Atlântico, depois do furacão Wilma e Furacão Felix, e o mais rápido já registrado no Golfo do México.

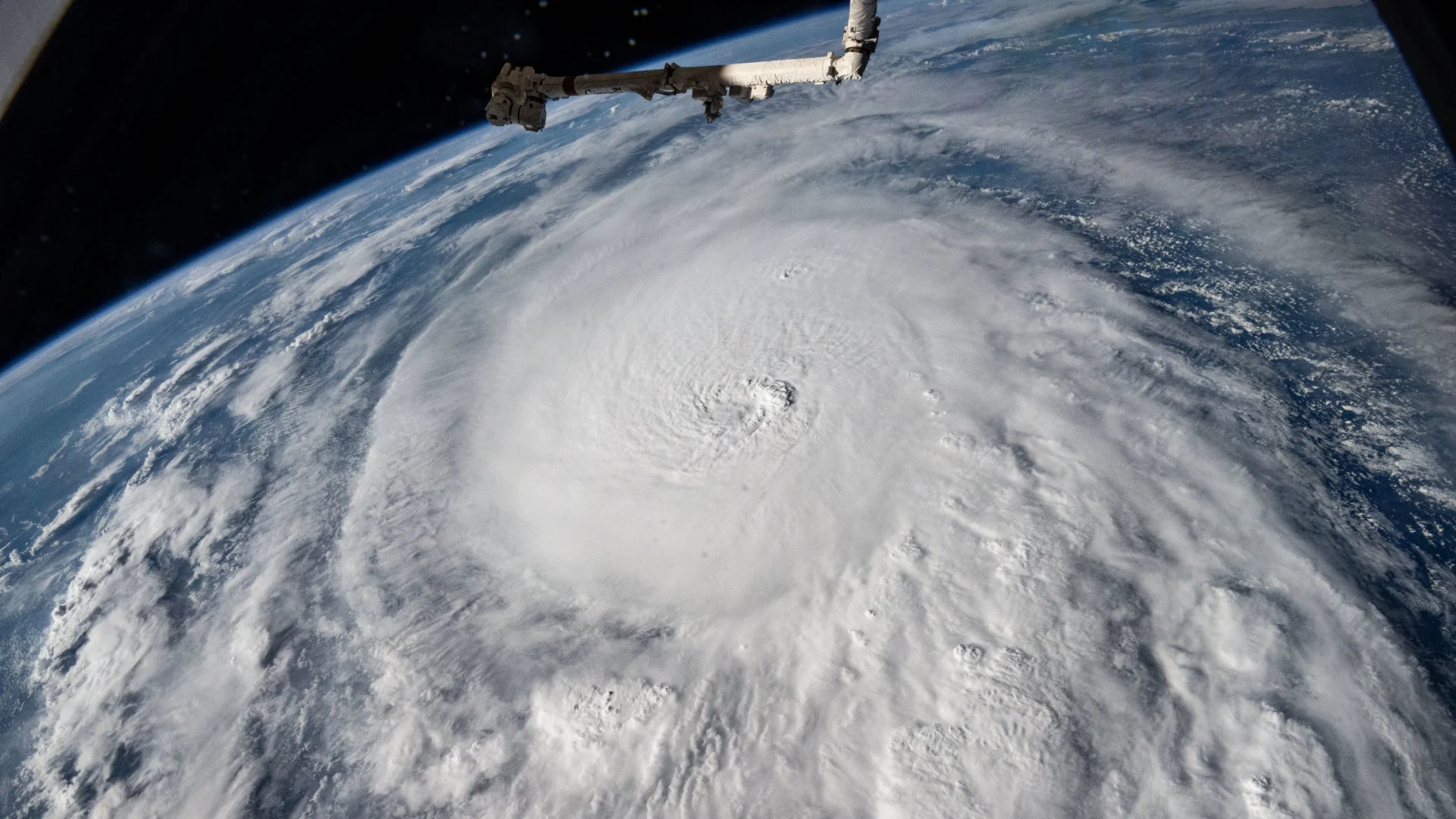
O Furacão Milton visto a partir da Estação Espacial Internacional em 8 de outubro

Após atingir o pico de intensidade, o fortalecimento adicional foi interrompido por um ciclo de reposição da parede do olho, fazendo com que a tempestade enfraquecesse para a categoria 4 mais tarde naquela noite. No entanto, um olho maior tornou-se cada vez mais bem definido e Milton alcançou novamente a categoria 5 intensidade na tarde de 8 de outubro, altura em que o furacão passou por uma segunda ronda de aprofundamento rápido até um pico secundário com ventos de 270 quilômetros por hora e uma pressão de 902 millibars (27 inHg) às 00h00 UTC em 9 de outubro. Nessa altura, o Milton começou a virar para nordeste e a acelerar a partir do vale, conduzindo-o em direção à Flórida. Condições desfavoráveis à intensificação ciclônica começaram a afetar Milton, que caiu abaixo da categoria 5 naquela manhã. O olho do furacão tornou-se cheio de nuvens e cada vez mais mal definido, enquanto a convecção tornou-se mais irregular, com forte cisalhamento do vento sudoeste de 56-65 quilômetros por hora ultrapassou o furacão. O Milton atingiu a costa por volta das 00h30 UTC de 10 de outubro (20h30, hora local, em 9 de outubro) perto de Siesta Key, Flórida, como um furacão de categoria 3 com ventos de 190 quilômetros por hora. Por volta das 22h, horário local, o Milton foi rebaixado para um furacão de categoria 2 e depois para a categoria 1 à 1h, horário local, à medida que o deslocamento por atrito enfraquecia continuamente a tempestade sobre a terra.

## Preparações

### México
Em 6 de outubro de 2024, o governo mexicano emitiu um Alerta de tempestade tropical para a costa norte da Península de Iucatã, de Celestún a Cancún. Mais tarde nesse dia o Alerta foi atualizado para Avisos de tempestade tropical e Alertas de furacão, e para Avisos de furacão no dia seguinte. Cerca de 2 711 pessoas evacuaram voluntariamente de Isla Holbox, informou a governadora de Quintana Roo, Mara Lezama. A Comissão Federal de Eletricidade (CFE) mobilizou centenas de trabalhadores e equipamentos para serem colocados em Campeche, Iucatã, e Quintana Roo em preparação para Milton. O Secretariado da Marinha anunciou que a Marinha mexicana seria distribuída nas regiões afetadas para distribuição de recursos. Os serviços no Tren Maya foram suspensos.
A compra de pânico foi observada em Mérida antes da tempestade. Os serviços não essenciais do governo, incluindo o transporte público, foram suspensos em partes do Iucatã, à medida que Milton se intensificou rapidamente em 7 de outubro. O Governador Joaquín Díaz Mena ordenou o encerramento de todas as escolas e portos de Iucatã.

### Estados Unidos

#### Flórida

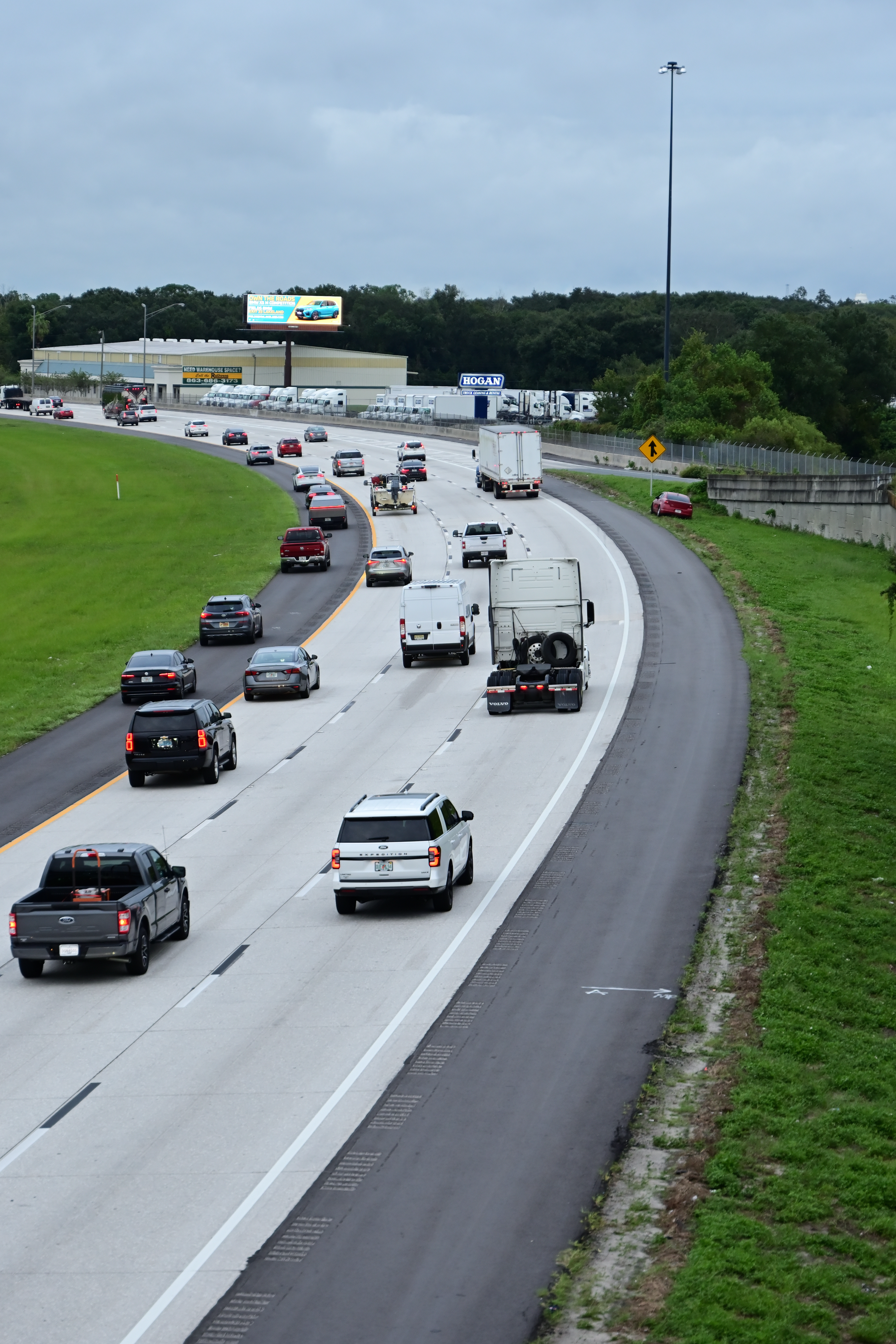
Uso de acostamento de emergência (somente acostamento esquerdo) na I-4 sentido leste perto de Lakeland em 7 de outubro

Em 5 de outubro de 2024, o governador da Flórida, Ron DeSantis, declarou estado de emergência. Ele também emitiu uma ordem executiva exigindo que os locais de gerenciamento de detritos e aterros sanitários nos condados afetados pelo furacão Helene permaneçam abertos 24 horas por dia para ajudar a remover os detritos antes que Milton chegue à costa. A ordem também aumentou o número de guardas nacionais da Flórida trabalhando na remoção de escombros de 800 para 4 mil para evitar que os escombros se tornassem um perigo devido aos ventos fortes de Milton. Caminhões basculantes foram mobilizados para ajudar a remover montes de entulho. Locais de coleta de sacos de areia foram abertos em todo o estado.
Dois dias depois, foram declarados avisos de furacão e tempestade tropical para a Costa Oeste da Flórida,  quase 15 milhões de pessoas em toda a Flórida estavam sob vigilância de inundações e o presidente Joe Biden aprovou uma declaração de emergência para o estado. DeSantis ordenou que o Departamento de Transportes da Flórida e a Divisão de Gestão de Emergências da Flórida coordenassem os recursos. Ele suspendeu pedágios em muitas estradas no oeste da Flórida. Escolas públicas em mais de 50 condados, bem como 23 faculdades e universidades públicas em todo o estado cancelaram aulas ou foram fechadas, incluindo a Universidade do Sul da Flórida em Tampa. Vários condados transformaram escolas em abrigos de emergência temporários. 
A Amtrak suspendeu seu Silver Service entre Jacksonville e Miami entre 7 e 11 de outubro e cancelou o Auto Train de 8 a 10 de outubro  Muitos aeroportos em todo o estado, particularmente no centro e sudoeste da Flórida, fecharam temporariamente durante a tempestade, incluindo o Aeroporto Internacional de Tampa, o Aeroporto Internacional St. Pete-Clearwater, o Aeroporto Internacional de Palm Beach e o Aeroporto Internacional de Orlando. Milhares de voos que pretendiam chegar ou partir da Flórida foram cancelados. Várias linhas de cruzeiros tiveram seus horários afetados devido à tempestade. Em 7 de outubro, o lançamento da espaçonave Hera ocorreu conforme o planejado, mas o lançamento da nave espacial Europa Clipper foi adiado. O retorno do SpaceX Crew-8 foi adiado para 13 de outubro. As operações da Brightline foram suspensas entre West Palm Beach e a estação de Orlando de 8 a 10 de outubro. Legoland Florida e Walt Disney World fecharam devido a Milton. A partir de 8 de outubro, o Busch Gardens Tampa Bay foi fechado por três dias.
Estima-se que seis milhões de moradores da Flórida receberam ordens de evacuação, marcando uma das maiores ordens de evacuação desde o Furacão Irma em 2017. As ordens de evacuação foram principalmente situadas em Hillsborough e condados vizinhos. Os condados de Volusia e Marion também emitiram ordens de evacuação para casas em risco. Em toda a área da Baía de Tampa, postos de apoio e locais para serviços básicos que foram abertos devido a Helene foram fechados devido a Milton. Em Longboat Key, as autoridades declararam que os moradores deveriam ser evacuados da cidade. Em coordenação com a Divisão de Gestão de Emergências da Flórida, a Uber ofereceu viagens gratuitas de e para abrigos estaduais.
Zoológicos como o Florida Aquarium, o Palm Beach Zoo e o ZooTampa ativaram seus planos de emergência e moveram os animais para locais mais altos ou áreas seguras, como banheiros. Alguns dos trabalhadores planearam permanecer nos jardins zoológicos para continuar a monitorizar os animais, alimentá-los e prestar cuidados, se necessário. Algumas organizações nacionais, como a Wings of Rescue e a Best Friends Animal Society, trabalharam com outras para evacuar animais de abrigos para abrigos parceiros em outros estados.
A National Hockey League cancelou a final da pré-temporada do Tampa Bay Lightning, que foi inicialmente adiada por Helene. Além disso, a abertura da temporada do Lightning contra o Carolina Hurricanes em 12 de outubro foi adiada. Todos os eventos esportivos da Universidade da Flórida Central programados para 9 e 10 de outubro também foram cancelados. O jogo de futebol do South Florida Bulls contra o Memphis Tigers foi adiado de 11 para 12 de outubro e transferido de Tampa para o Camping World Stadium em Orlando.
O Tampa Bay Buccaneers da National Football League mudou-se para Nova Orleans antes do jogo contra o New Orleans Saints em 13 de outubro. A Publix e a Walmart alteraram os horários das lojas e fecharam várias outras lojas em preparação para a tempestade e suas lojas, entre outras, enfrentaram escassez de itens como água engarrafada, álcool, enlatados e lanches devido ao pânico de compras. Houve escassez de postos de combustíveis em todo o estado, com 16,5% de falta até a tarde de 8 de outubro, incluindo 43% na área da Baía de Tampa, de acordo com o GasBuddy. O governador DeSantis disse que os esforços de reabastecimento de combustível estavam em andamento e que não havia escassez de combustível. A Patrulha Rodoviária da Flórida começou a escoltar caminhões-tanque para ajudar a reabastecer os postos de gasolina antes do desembarque, auxiliando nos esforços de evacuação. DeSantis também pediu que as pessoas considerassem evacuar "dezenas de quilômetros" em vez de "centenas de quilômetros". A Associação Automobilística Americana aconselhou os moradores da Flórida a "levar apenas o que precisam" e evitar que seus tanques de gasolina fiquem muito vazios antes de procurar um lugar para abastecer. Trinta e três locais de Waffle House no caminho projetado por Milton foram fechados, indicando um nível vermelho no Índice Waffle House.
O presidente Joe Biden adiou uma viagem planejada de 10 a 15 de outubro para Angola e Alemanha para supervisionar os preparativos e a resposta. Ele pediu que as pessoas que vivem em áreas de risco evacuem, dizendo que é uma questão de vida ou morte.
Houve vítimas envolvidas como resultado da evacuação: uma fatalidade ocorreu após um acidente de carro no Condado de Marion, a sudeste de Orange Lake, enquanto três pessoas ficaram feridas depois que o avião em que estavam caiu na Baía de Tampa após seu motor falhar durante a decolagem do Aeroporto Albert Whitted em São Petersburgo. Além disso, duas pessoas morreram na SR 82, sentido leste, durante a evacuação.

#### Geórgia
A costa da Geórgia foi colocada sob alerta de tempestade tropical. Em 7 de outubro de 2024, o Atlanta Motor Speedway abriu seu campo para desabrigados com trailers e barracas dobráveis com acesso a um chuveiro complementar, incluindo aqueles da Flórida, em colaboração com a Agência de Gerenciamento de Emergências do Condado de Henry. Também foram disponibilizados um número limitado de espaços de acampamento com ligações de água, energia e esgotos.
Em 8 de outubro, o governador da Geórgia, Brian Kemp, emitiu uma ordem executiva que declarou estado de emergência em 40 condados e ordenou que a Agência de Gestão de Emergências e Segurança Interna  ativasse o Plano de Operações de Emergência da Geórgia e que o Departamento de Transporte e o Departamento de Segurança Pública da Geórgia tomassem medidas para garantir a movimentação rápida de veículos utilitários, equipamentos e pessoal em todo o estado para eliminar quaisquer possíveis quedas de energia. A ordem também convocou até 250 soldados da Guarda Nacional da Geórgia para serem usados em esforços de preparação, resposta e recuperação.

### Bahamas
Um alerta de tempestade tropical foi emitido para as Ilhas Bahamas do Extremo Noroeste em 8 de outubro de 2024, atualizado seis horas depois para um alerta de tempestade tropical. A Grande Bahama ativou seu centro de operações de emergência. A Força de Defesa Real das Bahamas ficou de prontidão com suprimentos preparados para o furacão Milton. As escolas presenciais em Grand Bahama, Bimini, Abaco e Grand Cay foram fechadas. A Autoridade Central de Educação Anglicana fechou dois campi. Estudantes das Bahamas na Flórida receberam ordens de evacuação; Bahamasair fez dois voos em 7 e 8 de outubro para Orlando. O Aeroporto Internacional de Grand Bahama foi fechado. Os escritórios da Bahamas Power and Light nas ilhas do norte fecharam em 9 de outubro. Bancos em Grand Bahama e Abaco fechados em 10 de outubro. Houve um grande aumento nas vendas de suprimentos relacionados a furacões.

## Impacto
| País           | Mortes | Lesões | Custo dos danos (USD) |
| -------------- | ------ | ------ | --------------------- |
| México         | 1      | 0      | Desconhecido          |
| Cuba           | 0      | 0      | Desconhecido          |
| Bahamas        | 0      | 1      | Desconhecido          |
| Estados Unidos | 11     | 13     | Desconhecido          |
| Total          | 12     | 14     | Desconhecido          |

### México
Fortes chuvas de Milton causaram inundações na cidade mexicana de Campeche. Tempestades perigosas e chuvas torrenciais atingiram o estado de Yucatán, com o paredão de Progreso sendo inundado por ondas altas. Mais de 12 mil pessoas foram afetadas no estado por cortes de energia. As inundações causadas pela tempestade levaram à realização de evacuações durante o furacão em Celestún. Ondas fortes fizeram com que trechos da rodovia federal Ciudad del Carmen – Isla Aguada fossem inundados pelas águas do mar. Um homem se afogou em Calkiní devido às ondas produzidas pelo furacão. Fortes ventos de Milton causaram o colapso de uma velha casa em Progreso, e em Chuburná fortes ventos e chuvas quase destruíram uma casa.
Os municípios de Sisal e Celestún foram os que mais sofreram danos, com inundações, quedas de árvores e apagões afetando as cidades. Em Sisal, houve relatos de alguns telhados de arquibancadas de campos de softball e palapas desabando. Mais de mil pessoas de El Cuyo, Río Lagartos e Las Coloradas precisaram ser transferidas para abrigos. Fortes ondas e ventos intensos de Milton destruíram o cais do porto de Chelem. O Aeroporto Internacional de Cancún cancelou vários voos devido a Milton.

### Cuba
À medida que Milton se aproximava de Cuba, suas faixas de chuva causaram inundações em Surgidero de Batabanó. Na Baía de Havana, a deterioração das condições meteorológicas causada por Milton levou as autoridades a suspender os serviços de balsa em 8 de outubro. O Serviço Meteorológico Cubano informou que o oeste de Cuba experimentou ventos de 40-48 quilômetros por hora e rajadas máximas de 80 quilômetros por hora em Havana.

### Estados Unidos

#### Flórida

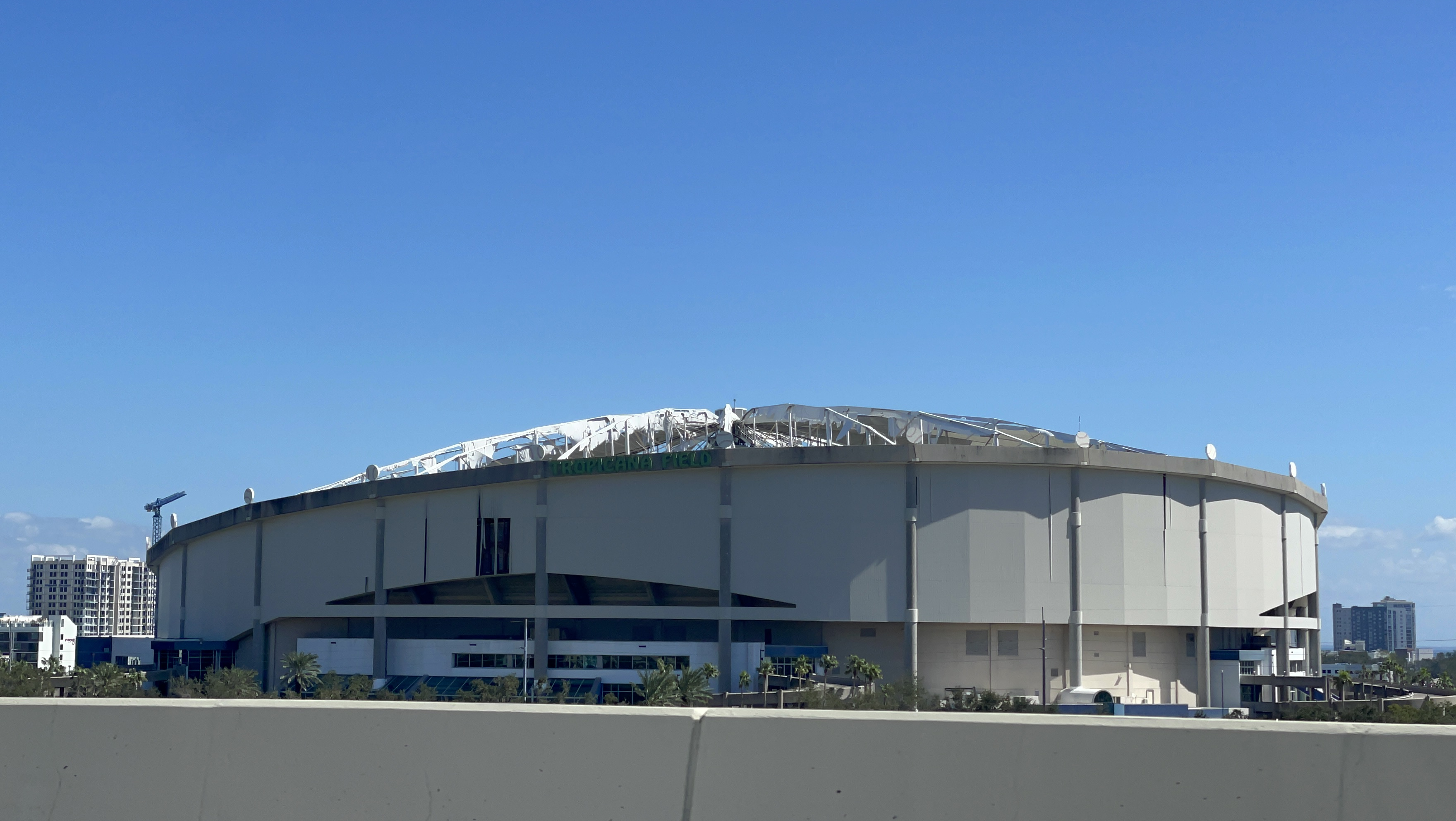
Teto danificado do Tropicana Field em São Petersburgo

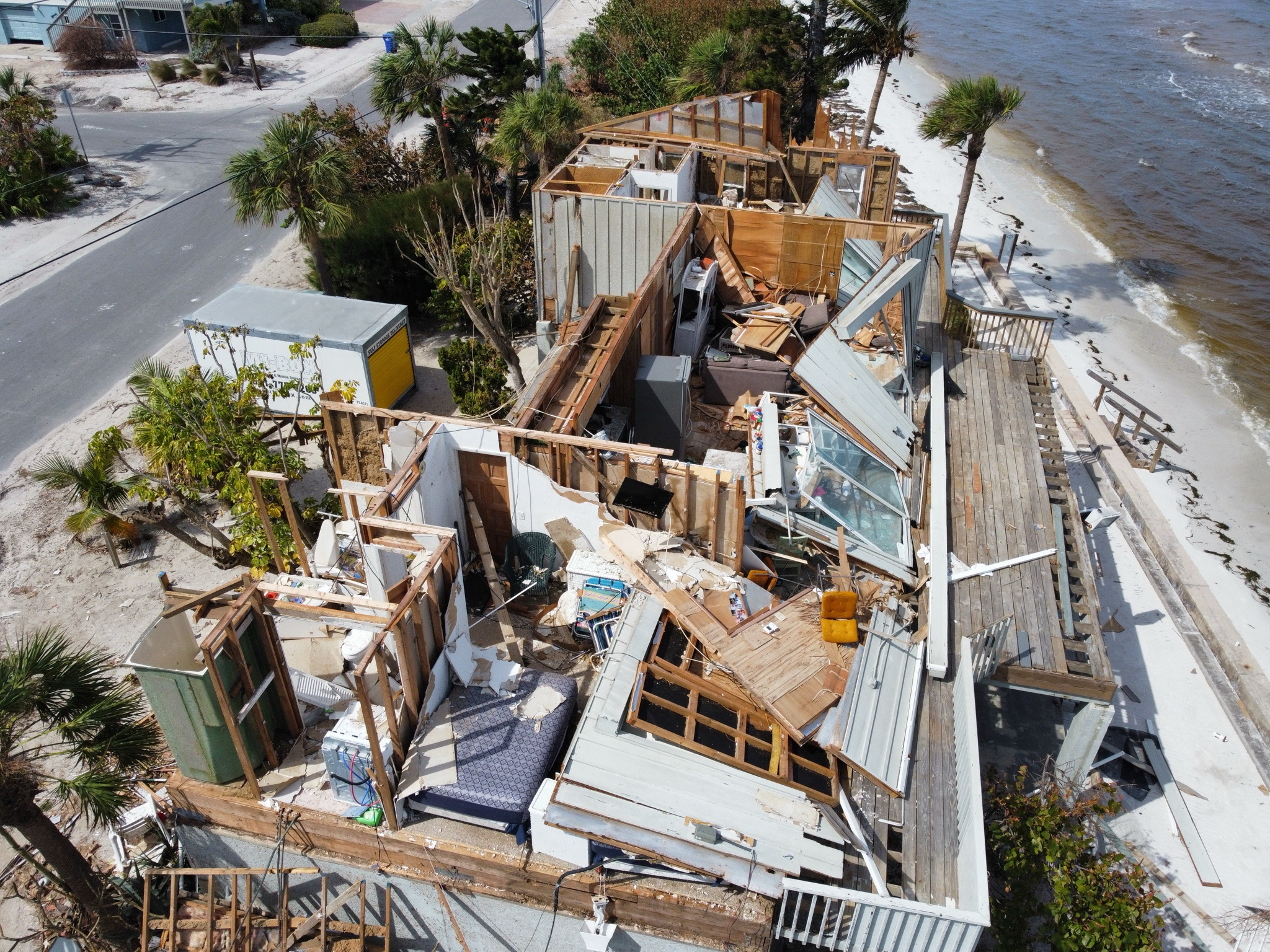
Casa destruída na Ilha Anna Maria no Condado de Manatee

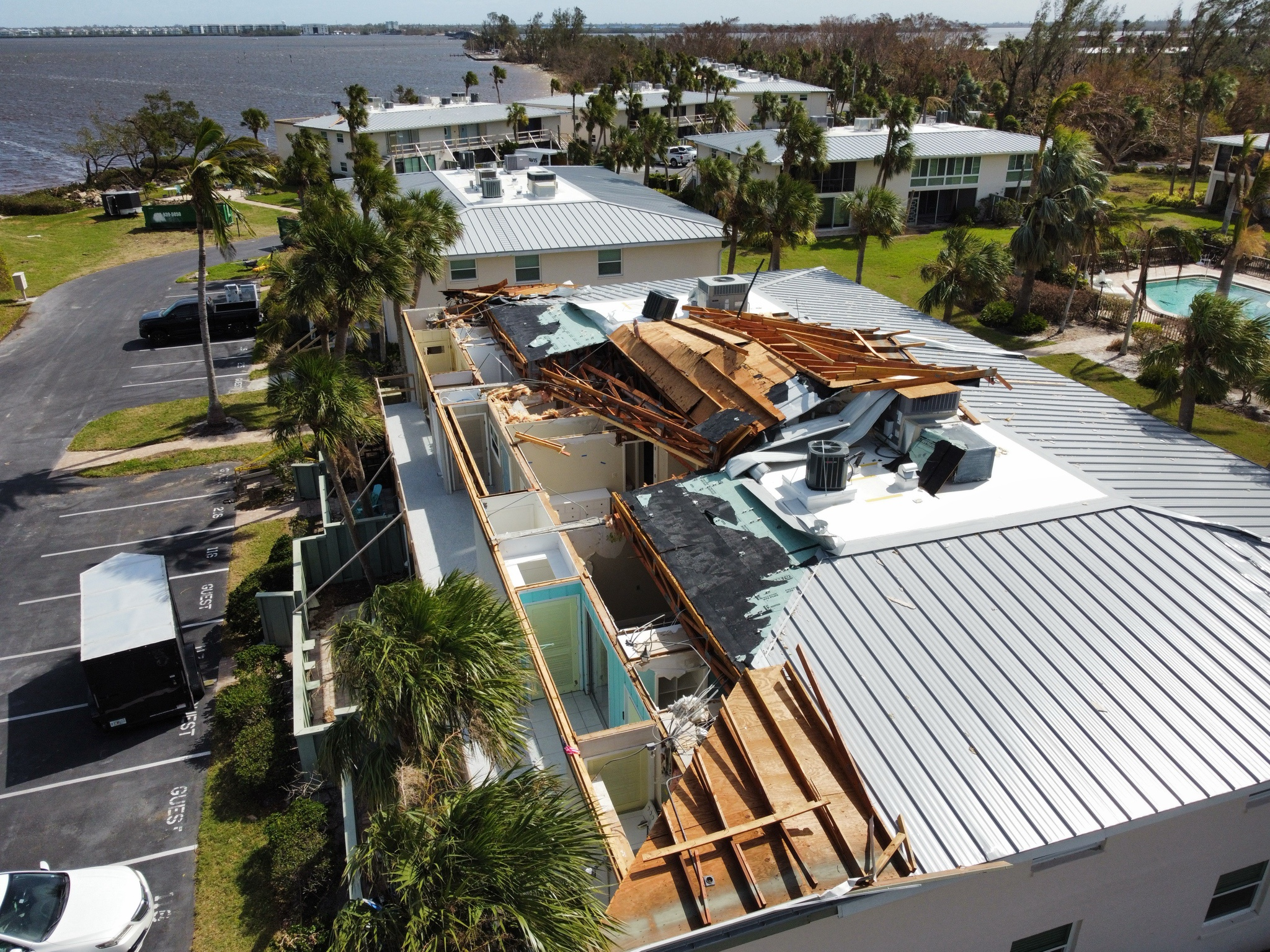
Edifício parcialmente destruído em Holmes Beach

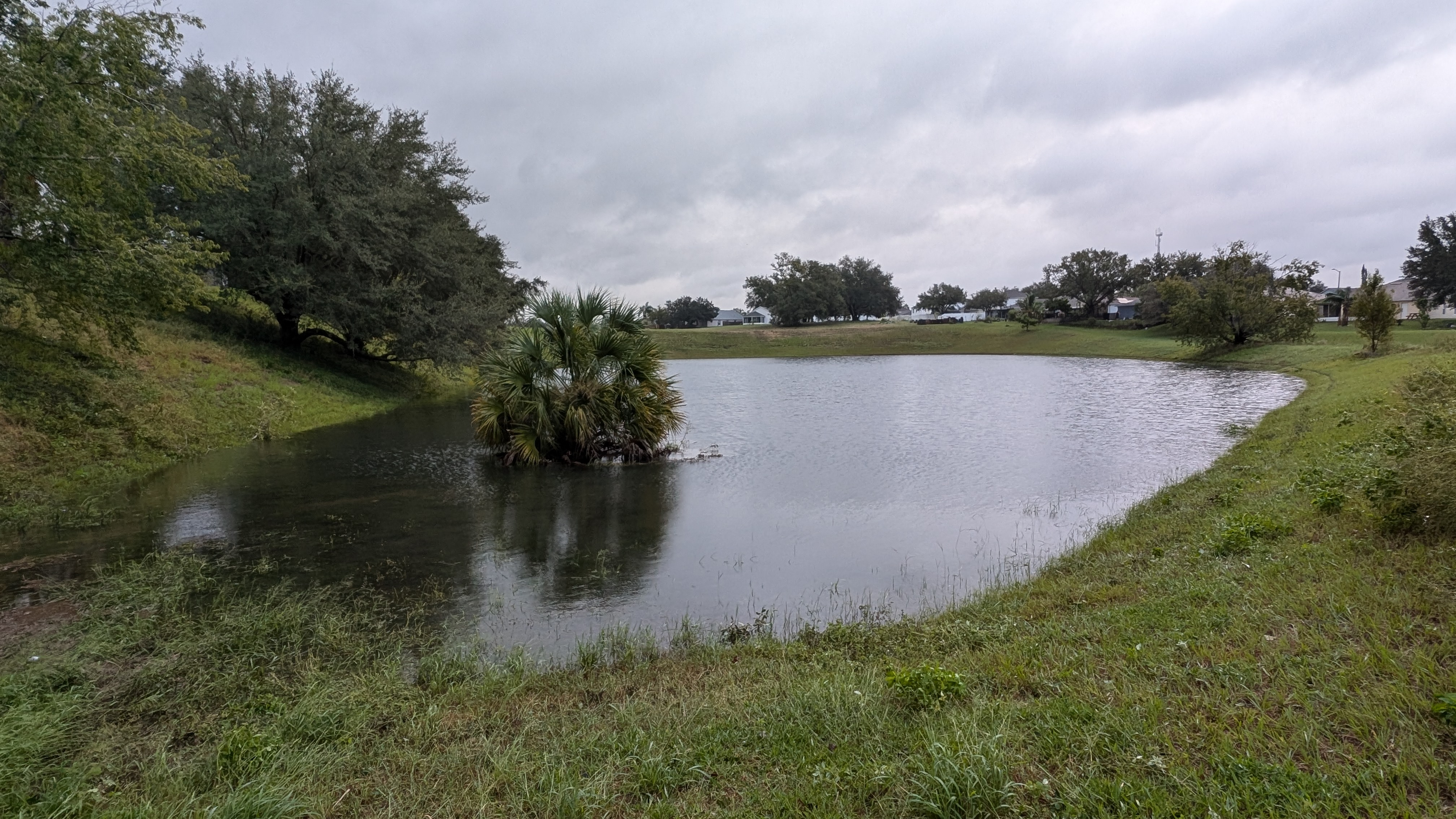
Campo inundado pelo furacão Milton em Four Corners, na Flórida.

Uma dolina se abriu no solo no Condado de Hillsborough como resultado de Milton. A rodovia US Route 17/92 também desabou, deixando um buraco em Orange City. Key West viu um grande declínio na atividade comercial como resultado do Milton e do fechamento do porto.
Dez pessoas ficaram feridas em Wellington. Duas pessoas foram mortas em São Petersburgo. Uma pessoa morreu em Ormond Beach devido à queda de uma árvore no telhado. O Tropicana Field, que havia sido criado para abrigar os primeiros socorristas, perdeu grande parte de seu telhado de fibra de vidro devido às rajadas de vento. O edifício do Tampa Bay Times, com mais de 100 anos, foi severamente danificado por um guindaste de construção de um arranha-céu próximo que desabou sobre ele.
Em Marineland, os ventos atingiram 120 quilômetros por hora com rajadas de até 130 quilômetros por hora. Em Daytona Beach, os ventos sustentados atingiram 97 quilômetros por hora com rajadas de até 140 quilômetros por hora. Rajadas atingiram 170 quilômetros por hora em Sarasota e 150 quilômetros por hora em West Palm Beach. Em todo o estado, cerca de 125 casas foram destruídas antes que Milton chegasse à costa, e mais de 3 milhões de casas e edifícios ficaram sem energia. 48 pessoas foram resgatadas. O Condado de Hillsborough também relatou danos graves.
Após a tempestade, Taylor Swift doou milhões de dólares para ajudar no alívio combinado de Milton e do Furacão Helene, com o Walmart doando16 milhões de dólares. Em 12 de outubro, Joe Biden emitiu uma declaração de desastre para o estado. Em 13 de outubro, mais de 250 mil cidadãos da Flórida se registraram para receber ajuda, o que foi o maior número em um dia na história nacional. Também foi mencionado que outras celebridades fizeram contribuições, como Dolly Parton, Morgan Wallen, Blake Lively, Tom Brady e Metallica.
Em 13 de outubro, Joe Biden voou para a Base Aérea MacDill a bordo do Força Aérea Um, onde embarcou no Marine One e fez um passeio aéreo por São Petersburgo antes de pousar no Aeroporto Albert Whitted. Biden se encontrou com autoridades estaduais e locais, como o senador Rick Scott, a deputada Anna Paulina Luna e o xerife do condado de Pinellas, Bob Gualtieri. Biden então partiu do aeroporto em uma carreata e viajou para St. Pete Beach, onde se encontrou com moradores e socorristas antes de fazer um discurso sobre os esforços de recuperação. Durante o discurso, Biden anunciou 612 milhões de dólares para seis projetos do Departamento de Energia para melhorar a resiliência das redes elétricas em áreas afetadas por furacões, que incluíram 94 milhões de dólares para dois projetos na Flórida.
Surto de tornados
Em 9 de outubro, 19 tornados confirmados atingiram a Flórida antes da tempestade atingir o continente. Após Milton atingir a costa em 10 de outubro, 38 tornados foram relatados. Pelo menos dois tornados passaram pela rodovia I-75. Outro tornado atingiu North Fort Myers por volta da 13h no horário local, causando grandes danos à área. Um provável tornado em Cocoa Beach arrancou o telhado de um banco do Wells Fargo. Às 18h, o escritório do Serviço Nacional de Meteorologia em Miami, que cobre grande parte do sul da Flórida, exceto Florida Keys do Condado de Monroe, relatou que emitiu 55 alertas de tornado, um recorde em um dia, superando o recorde anterior de 37 em 27 de setembro de 2022 durante o Furacão Ian, e confirmou nove tornados em caráter preliminar. O NWS na Baía de Tampa também estabeleceu um recorde de 29 alertas de tornado em um dia, superando o recorde anterior de 23 durante a tempestade tropical Andrea em 6 de junho de 2013. Pelo menos cinco pessoas morreram no Condado de St. Lucie devido a dois tornados em 9 de outubro que atingiram o solo às 16h30. Um porta-voz do condado confirmou que dezenas de casas foram danificadas por um grande tornado perto de Fort Pierce. Um total de nove tornados atingiram o condado, incluindo três no intervalo de 25 minutos. No total, um recorde de 126 alertas de tornado foram emitidos em todo o estado, o segundo maior número de qualquer estado em um dia, atrás apenas do Alabama em 27 de abril de 2011.

### Bahamas
Em 9 de outubro, o Departamento de Meteorologia das Bahamas relatou que uma provável rajada descendente ocorreu em Nassau. Os ventos fortes causaram danos ao telhado e um ferimento.